# Lamborghini Revuelto
Lamborghini Revuelto  är en superbil som den italienska biltillverkaren Lamborghini presenterade i mars 2023.
I Lamborghinis nya laddhybridbil är den mittmonterade förbränningsmotorn en V12:a utan överladdning. I Revuelto-utförande ger den 825 hk och 725 Nm. Den har kompletterats med tre stycken elmotorer på 110 kW var, en monterad på växellådan bak och en på vardera framhjulet. Den sammanlagda systemeffekten ligger på 1015 hk. Batteriet har en kapacitet på 3,8 kWh vilket ska ge en räckvidd vid eldrift på 10 km. Accelerationen från 0 - 100 km/h går på 2,5 s och toppfarten uppges överstiga 350 km/h.